# Lista de acidentes fatais no automobilismo
A lista abaixo contém os acidentes fatais ocorridos em diversas categorias do automobilismo.

## Categoria

### 24 Horas de Le Mans
| Piloto                 | Data do acidente    | Corrida             | Circuito | Carro                         | Durante |
| ---------------------- | ------------------- | ------------------- | -------- | ----------------------------- | ------- |
| Pierre Maréchal        | 27 de junho de 1949 | 24 Horas de Le Mans | Le Mans  | Aston Martin                  | Corrida |
| Pierre Levegh          | 11 de junho de 1955 | 24 Horas de Le Mans | Le Mans  | Mercedes-Benz 300 SLR         | Corrida |
| Louis Héry             | 28 de junho de 1956 | 24 Horas de Le Mans | Le Mans  | Monopole X86                  | Corrida |
| Jean-Marie Brussin     | 21 de junho de 1958 | 24 Horas de Le Mans | Le Mans  | Jaguar D-Type                 | Corrida |
| Christian "Bino" Heins | 15 de Junho de 1963 | 24 Horas de Le Mans | Le Mans  | Alpine M63-Renault            | Corrida |
| Walt Hansgen           | 7 de abril de 1966  | 24 Horas de Le Mans | Le Mans  | Ford Mk2                      | Testes  |
| Lucien Bianchi         | 30 de março de 1969 | 24 Horas de Le Mans | Le Mans  | Alfa Romeo T33                | Testes  |
| John Woofle            | 23 de Junho de 1969 | 24 Horas de Le Mans | Le Mans  | Porsche 917                   | Corrida |
| Joakim Bonnier         | 11 de junho de 1972 | 24 Horas de Le Mans | Le Mans  | Lola-Cosworth T280            | Corrida |
| Jean-Louis Lafosse     | 13 de junho de 1981 | 24 Horas de Le Mans | Le Mans  | Calberson Jean Rondeau        | Corrida |
| Jo Gartner             | 1º de junho de 1986 | 24 Horas de Le Mans | Le Mans  | Porsche 962C                  | Corrida |
| Sébastien Enjolras     | 3 de maio de 1997   | 24 Horas de Le Mans | Le Mans  | Welter Racing WR LM97-Peugeot | Treinos |
| Allan Simonsen         | 22 de junho de 2013 | 24 Horas de Le Mans | Le Mans  | Aston Martin                  | Corrida |

### CART/Champ Car
| Piloto            | Data do acidente       | Corrida                            | Circuito                    | Carro          | Durante       |
| ----------------- | ---------------------- | ---------------------------------- | --------------------------- | -------------- | ------------- |
| Gordon Smiley     | 15 de maio de 1982     | 500 Milhas de Indianápolis         | Indianapolis Motor Speedway | Fletcher       | Classificação |
| Jim Hickman       | 1º de agosto de 1982   | Tony Bettenhausen 200 (West Allis) | Milwaukee Mile              | Hoffman        | Treinos       |
| Jovy Marcelo      | 15 de maio de 1992     | 500 Milhas de Indanápolis          | Indianapolis Motor Speedway | Euromotorsport | Treinos       |
| Jeff Krosnoff     | 14 de julho de 1996    | Molson Indy Toronto                |                             | Arciero-Wells  | Corrida       |
| Gonzalo Rodríguez | 11 de setembro de 1999 | Honda Grand Prix of Monterey       | Mazda Raceway Laguna Seca   | Penske         | Treinos       |
| Greg Moore        | 31 de outubro de 1999  | Marlboro 500 (Fontana)             | Auto Club Speedway          | Forsythe       | Corrida       |

### Copa Montana
| Piloto             |  | Data do acidente   | Corrida   | Circuito                | Carro | Durante |
| ------------------ |  | ------------------ | --------- | ----------------------- | ----- | ------- |
| Gustavo Sondermann |  | 3 de abril de 2011 | São Paulo | Autódromo de Interlagos |       | Corrida |

### Fórmula 1
| Piloto                  | Data do Acidente       | Evento                                    | Circuito                            | Carro-Motor       | Durante           | Notas       |
| ----------------------- | ---------------------- | ----------------------------------------- | ----------------------------------- | ----------------- | ----------------- | ----------- |
| Cameron Earl            | 18 de junho de 1952    | Testes particulares                       | MIRA                                | ERA               | Testes            | [ 1 ]       |
| Chet Miller             | 15 de maio de 1953     | Grande Prêmio de Indianápolis 500 de 1953 | Indianapolis Motor Speedway         | Kurtis Kraft-Offy | Treinos           | [ 2 ]       |
| Carl Scarborough        | 15 de maio de 1953     | Grande Prêmio de Indianápolis 500 de 1953 | Indianapolis Motor Speedway         | Kurtis Kraft-Offy | Corrida           | [ 3 ]       |
| Charles de Tornaco      | 18 de setembro de 1953 | Testes                                    | Autódromo de Modena, Itália         | Ferrari           | Testes            |             |
| Onofre Marimón          | 31 de julho de 1954    | GP da Alemanha de 1954                    | Nürburgring                         | Maserati          | Treinos           |             |
| Mario Alborghetti       | 11 de maio de 1955     | GP de Pau de 1955                         | Circuito de Pau, França             | Maserati          | Corrida           |             |
| Manny Ayulo             | 16 de maio de 1955     | Grande Prêmio de Indianápolis 500 de 1955 | Indianapolis Motor Speedway         | Kuzma-Offy        | Treinos           | [ 2 ]       |
| Bill Vukovich           | 30 de maio de 1955     | Grande Prêmio de Indianápolis 500 de 1955 | Indianapolis Motor Speedway         | Kurtis Kraft-Offy | Corrida           | [ 4 ] [ 2 ] |
| Eugenio Castellotti     | 14 de março de 1957    | Testes                                    | Autódromo de Modena, Itália         | Ferrari           | Testes            |             |
| Keith Andrews           | 15 de maio de 1957     | Grande Prêmio de Indianápolis 500 de 1957 | Indianapolis Motor Speedway         | Kurtis Kraft-Offy | Treinos           | [ 2 ]       |
| Pat O'Connor            | 30 de maio de 1958     | Grande Prêmio de Indianápolis 500 de 1958 | Indianapolis Motor Speedway         | Kurtis Kraft-Offy | Corrida           | [ 2 ]       |
| Luigi Musso             | 6 de julho de 1958     | GP da França de 1958                      | Reims-Gueux                         | Ferrari           | Corrida           |             |
| Peter Collins           | 3 de agosto de 1958    | GP da Alemanha de 1958                    | Nürburgring                         | Ferrari           | Corrida           |             |
| Stuart Lewis-Evans      | 19 de setembro de 1958 | GP de Marrocos de 1958                    | Ain-Diab Circuit                    | Vanwall           | Corrida           |             |
| Jerry Unser             | 17 de maio de 1959     | Grande Prêmio de Indianápolis 500 de 1959 | Indianapolis Motor Speedway         | Kurtis Kraft-Offy | Teste pré-corrida | [ 2 ]       |
| Bob Cortner             | 17 de maio de 1959     | Grande Prêmio de Indianápolis 500 de 1959 | Indianapolis Motor Speedway         | Cornis-Offy       | Teste pré-corrida | [ 2 ]       |
| Ivor Bueb               | 1 de agosto de 1959    | Testes Particulares                       | Circuito de Charade                 | Cooper-Climax     | Testes            |             |
| Harry Schell            | 13 de maio de 1960     | International Trophy                      | Silverstone                         | Cooper-Climax     | Qualificações     | [ 5 ]       |
| Chris Bristow           | 19 de junho de 1960    | GP da Bélgica de 1960                     | Circuit de Spa-Francorchamps        | Cooper-Climax     | Corrida           |             |
| Alan Stacey             | 19 de junho de 1960    | GP da Bélgica de 1960                     | Circuit de Spa-Francorchamps        | Lotus-Climax      | Corrida           |             |
| Shane Summers           | 1 de Junho de 1961     | Grande Prêmio de Silver City              | Brands Hatch                        | Cooper-Climax     | Prática           |             |
| Giulio Cabianca         | 15 de junho de 1961    | Testes particulares                       | Autódromo de Modena                 | Cooper-Climax     | Testes            |             |
| Wolfgang von Trips      | 10 de setembro de 1961 | GP da Itália de 1961                      | Circuito de Monza                   | Ferrari           | Corrida           | [ 6 ]       |
| Ricardo Rodríguez       | 1 de novembro de 1962  | GP do México de 1962                      | Autódromo Magdalena Mixhiurca       | Lotus-Climax      | Treinos           | [ 7 ]       |
| Carel Godin de Beaufort | 2 de agosto de 1964    | GP da Alemanha de 1964                    | Nürburgring                         | Porsche           | Treinos           |             |
| John Taylor             | 7 de agosto de 1966    | GP da Alemanha de 1966                    | Nürburgring                         | Brabham-BRM       | Corrida           | [ 8 ]       |
| Lorenzo Bandini         | 7 de maio de 1967      | GP de Mônaco de 1967                      | Circuit de Monaco                   | Ferrari           | Corrida           | [ 9 ]       |
| Bob Anderson            | 14 de agosto de 1967   | Testes particulares                       | Silverstone, Inglaterra             | Brabham-Climax    | Testes            |             |
| Joseph Schlesser        | 7 de julho de 1968     | GP da França de 1968                      | Rouen-Les-Essarts                   | Honda             | Corrida           | [ 10 ]      |
| Piers Courage           | 7 de junho de 1970     | GP dos Países Baixos de 1970              | Circuit Zandvoort                   | De Tomaso-Ford    | Corrida           |             |
| Jochen Rindt            | 5 de setembro de 1970  | GP da Itália de 1970                      | Circuito de Monza                   | Lotus-Ford        | Qualificações     | [ 11 ]      |
| Jo Siffert              | 24 de outubro de 1971  | 1971 World Championship Victory Race      | Brands Hatch                        | BRM               | Corrida           | [ 12 ]      |
| Roger Williamson        | 29 de julho de 1973    | GP dos Países Baixos de 1973              | Circuit Zandvoort                   | March-Ford        | Corrida           | [ 13 ]      |
| François Cevert         | 6 de outubro de 1973   | GP dos Estados Unidos de 1973             | Watkins Glen Grand Prix Race Course | Tyrrel-Ford       | Qualificações     | [ 14 ]      |
| Peter Revson            | 30 de março de 1974    | Testes de Pneus                           | Kyalami                             | Shadow-Ford       | Testes de Pneus   |             |
| Helmuth Koinigg         | 6 de outubro de 1974   | GP dos Estados Unidos de 1974             | Watkins Glen Grand Prix Race Course | Surtees-Ford      | Corrida           |             |
| Mark Donohue            | 19 de agosto de 1975   | GP da Áustria de 1975                     | Österreichring                      | Penske-Ford       | Treinos           | [ 15 ]      |
| Tom Pryce               | 5 de março de 1977     | GP da África do Sul de 1977               | Kyalami                             | Shadow-Ford       | Corrida           | [ 16 ]      |
| Ronnie Peterson         | 11 de setembro de 1978 | GP da Itália de 1978                      | Circuito de Monza                   | Lotus-Ford        | Corrida           | [ 17 ]      |
| Patrick Depailler       | 1 de agosto de 1980    | Testes Particulares                       | Hockenheimring                      | Alfa Romeo        | Testes            |             |
| Gilles Villeneuve       | 8 de maio de 1982      | GP da Bélgica de 1982                     | Zolder                              | Ferrari           | Qualificações     | [ 18 ]      |
| Riccardo Paletti        | 13 de junho de 1982    | GP do Canadá de 1982                      | Circuit Gilles Villeneuve           | Osella-Ford       | Corrida           | [ 19 ]      |
| Elio de Angelis         | 15 de maio de 1986     | Testes particulares                       | Circuit Paul Ricard                 | Brabham-BMW       | Testes            | [ 20 ]      |
| Roland Ratzenberger     | 30 de abril de 1994    | GP de San Marino de 1994                  | Autódromo Enzo e Dino Ferrari       | Simtek-Ford       | Qualificações     | [ 21 ]      |
| Ayrton Senna            | 1 de maio de 1994      | GP de San Marino de 1994                  | Autódromo Enzo e Dino Ferrari       | Williams-Renault  | Corrida           | [ 22 ]      |
| Jules Bianchi           | 5 de outubro de 2014   | GP do Japão de 2014                       | Circuito de Suzuka                  | Marussia-Ferrari  | Corrida           | [ 23 ]      |

### Indy Racing League
| Piloto        | Data do acidente      | Corrida                         | Circuito                    | Carro                   | Durante |
| ------------- | --------------------- | ------------------------------- | --------------------------- | ----------------------- | ------- |
| Scott Brayton | 17 de maio de 1996    | 500 Milhas de Indianápolis      | Indianapolis Motor Speedway | Team Menard             | Treinos |
| Tony Renna    | 22 de outubro de 2003 | Testes                          | Indianapolis Motor Speedway | Kelley Racing           | Testes  |
| Paul Dana     | 26 de março de 2006   | Toyota Indy 300                 | Homestead-Miami Speedway    | Rahal Letterman Racing  | Warm up |
| Dan Wheldon   | 16 de outubro de 2011 | IZOD IndyCar World Championship | Las Vegas Motor Speedway    | Sam Schmidt Motorsports | Corrida |
| Justin Wilson | 24 de agosto de 2015  | ABC Supply 500                  | Pocono Raceway              | Andretti Autosport      | Corrida |

### Nascar
| Piloto         | Data do acidente        | Corrida                | Circuito                       | Carro | Durante |
| -------------- | ----------------------- | ---------------------- | ------------------------------ | ----- | ------- |
| Grant Adcox    | 19 de novembro de 1989  | Pep Boys Auto 500      | Atlanta Motor Speedway         |       | Corrida |
| John Nemechek  | 21 de março de 1997     | Craftsman Truck Series | Homestead-Miami Speedway       |       | Corrida |
| Dale Earnhardt | 18 de fevereiro de 2001 | Daytona 500            | Daytona International Speedway |       | Corrida |

### Stock Car
| Piloto             | Data do acidente | Corrida   | Circuito                              | Carro | Durante |
| ------------------ | ---------------- | --------- | ------------------------------------- | ----- | ------- |
| Zeca Gregoricinski | 1985             | São Paulo | Autódromo de Interlagos               |       | Corrida |
| Laércio Justino    | junho de 2001    | Brasília  | Autódromo Internacional Nelson Piquet |       | Treinos |

### Stock Car Light
| Piloto           | Data do acidente      | Corrida   | Circuito                | Carro | Durante |
| ---------------- | --------------------- | --------- | ----------------------- | ----- | ------- |
| Rafael Sperafico | 9 de dezembro de 2007 | São Paulo | Autódromo de Interlagos |       | Corrida |

### Fórmula 3000/GP2 Series/Fórmula 2/Fórmula 3
| Piloto             | Data do acidente      | Corrida                                            | Circuito          | Carro | Durante |
| ------------------ | --------------------- | -------------------------------------------------- | ----------------- | ----- | ------- |
| Marco Campos       | 15 de outubro de 1995 | GP da França (Fórmula 3000)                        | Magny-Cours       |       | Corrida |
| Henry Surtees      | 19 de julho de 2009   | Ronda de Brands Hatch (Fórmula 2) - Corrida 2      | Brands Hatch      |       | Corrida |
| Anthoine Hubert    | 31 de agosto de 2019  | GP da Bélgica (Fórmula 2) - Corrida 1              | Spa-Francorchamps |       | Corrida |
| Dilano van 't Hoff | 01 de julho de 2023   | FREC Spa-Francorchamps (Fórmula Regional Europeia) | Spa-Francorchamps |       | Corrida |